# Provincia de Djibloho
Djibloho o Distrito Capital es la más reciente de las 8 provincias de Guinea Ecuatorial y se ubica en la Región continental. Su capital es Oyala-Ciudad de la Paz que para 2021 pasó a ser la nueva capital del país. La provincia fue creada mediante la Ley 4/2017 de fecha 20 de junio a partir de la provincia de Wele-Nzas. Los datos de población no se encuentran disponibles para la nueva provincia ya que el último censo fue realizado en 2014.
La provincia de Djibloho ha sido construida con el objetivo de impulsar la tecnología, educación y ciencia en África Central.

## División político-administrativa
La provincia está constituida de los siguientes municipios y distritos.

### Municipios
- Ciudad de la Paz
- Meberé

### Distritos Urbanos
- Oyalá
- Meberé